# FIA Formula–3 bajnokság
FIA Formula–3 bajnokság egy formaautós versenysorozat, a Formula–1 második számú betétsorozata. A korábbi GP3 és a Formula–3 Európa-bajnokság sorozatainak összevonásából jött létre.

## Története
2017. március 13-án bejelentették, hogy a GP3-as széria egyesül az FIA és a DSBA (Német Autósport Szövetség) által szervezett Formula–3 Európa-bajnoksággal, amelynek megvalósítását 2019-re tűzték ki.
2017. szeptember 1-jén bejelentették, hogy a Motorosport Világtanács felkérésére elkezdték kidolgozni a főbb irányvonalakat, a bajnokság logóját, szabályrendszerét.
A GP3 sorozat vezérigazgatója, Bruno Michel bejelentette, hogy az új sorozat szankcionáló testülete a 2019-es évadtól kezdve továbbra is az FIA irányítása alatt marad, és így a Formula–1 kizárólagos betétfutamait a sorozat adja majd a nagydíj hétvégeken, elsősorban Európában. A Nemzetközi Automobil Szövetség elnöke, Jean Todt 2018 októberében bejelentette az új bajnokság hivatalos nevét és logóját.

## Autó
Az FIA Formula–3-as bajnokságban szereplő autók a Dallara szénszálas alvázait használják, amelyet egy Mecachrome V6-os motor hajt meg, valamint a széria gumibeszállítója a Pirelli cég. Ez egy teljesen új konstrukció, amelyen először jelent meg a fejvédelmet szolgáló glória, más néven Halo. A technika modellneve Dallara F3 2019. A versenyautót már a legendás makaói nagydíjon is kötelezően használták 2019-től.

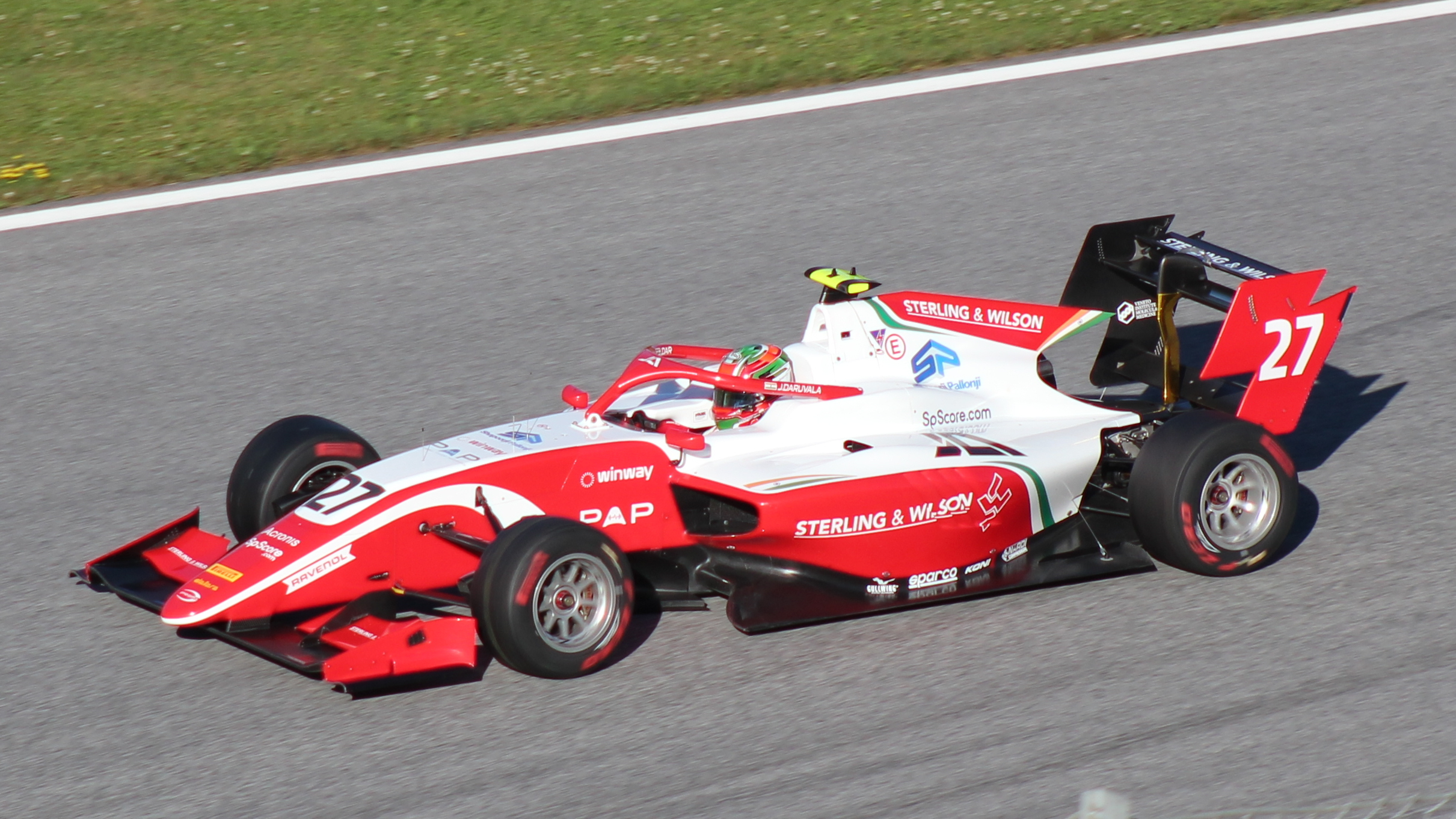
A bajnokságon használt versenyautó.

### Az autók felépítése
- Motortérfogat: 3,4 L
- Teljesítmény: 380 LE
- Aspiráció: Szívó
- Sebességváltó: 6 sebességes lapátváltó
- Súly: 673 kg
- Hossz: 4,965 mm
- Szélesség: 1,885 mm
- Tengelytávolság: 2880 mm
- Glória (Halo): Van
- Üzemanyag: Elf LMS 102 RON ólommentes
- Üzemanyag-kapacitás: 65 liter (17 gallon)
- Üzemanyag-szállítás: Közvetlen

- Gumiabroncs: Pirelli P Zero

## Szezonok

### 2019
A 2019-es FIA Formula–3 bajnokság a legelső szezonja volt a szériának. A bajnokság 16 versenyes volt, melyet 8 versenyhétvége alatt bonyolítottak le kizárólag Európában. Az idény május 11-én kezdődött a Circuit de Barcelona-Catalunya aszfaltcsíkon és szeptember 29-én ért véget az oroszországi Szochi Autodrom pályán. Ez volt a debütálása az új Dallara F3 2019 kasztninak, de a motorcsomag továbbra is változatlan maradt, mint a GP3-as időszakban. A két nyitófutamot orosz Robert Svarcman és az indiai Jehan Daruvala nyerte. Végül a szezonzárón, hazai közönség előtt Robert Svarcman biztosította be az egyéni világbajnoki címet, míg a Prema Racing harmadik versenyzője, Marcus Armstrong az összetett 2., míg Jehan Daruvala az összetett rangsor 3. helyén zárt.

### 2020
2020-ban először nem Európában, hanem a Közel-Keleten, a sivatagos Bahrein International Circuit-en indult volna útjára az szezon március 21-én, azonban a koronavírus-járvány miatt elhalasztották a versenyt, ezért az ausztriai Spielbergben lett megtartva az első hétvége július 4-én.
A szezon szeptember 13-án zárult Mugellóban, ahol az ausztrál Oscar Piastri szerezte meg a bajnoki címet Théo Pourchaire és csapattársa, Logan Sargeant előtt. Összesen tizennyolc versenyt rendeztek kilenc helyszínen.

### 2021
2021-től átalakult a versenyhétvégék menetrendje, miután egy költségcsökkentési szabályozás következtében egy nagydíjhétvégén nem kettő, hanem három versenyt rendeztek a Formula–3-ban; két sprintfutamot és egy főfutamot. Két új helyszín, a Circuit of the Americas és Zandvoort is ebben a szezonban debütált volna a sorozatban, azonban előbbi versenyt a koronavírus-járvány miatt törölték, a szezonzáró hétvégét pedig Szocsiban tartották. A bajnoki címet a Prema norvég versenyzője, Dennis Hauger szerezte meg, a konstruktőrök között pedig a Trident végzett az élen.

### 2022
A sorozat visszatért a 2021 előtti versenyformátumhoz, fordulónként két futammal. Kilenc helyszínen tartottak versenyhétvégét. A silverstone-i és monzai futamok visszatértek a naptárba, míg a Paul Ricard és a Szocsi kikerültek onnan. A naptárban két új helyszín szerepelt, Bahrein és Imola először rendeztek versenyeket a sorozatban. A pontozási formátum is megváltozott, csökkentve a sprintversenyek, a leggyorsabb körök és a pole pozíciókért járó pontok számát. A sorozat első csapatcseréje is 2022-ben történt; A HWA Racelab elhagyta a bajnokságot, helyére a Van Amersfoort Racing érkezett. A bajnokság március 19-én Bahreinben kezdődött, és szeptember 11-én Monzában ért véget.
A bajnoki címet Victor Martins szerezte meg, a konstruktőrök bajnokságában pedig a Prema végzett az élen.

### 2023
2023-ra Zandvoort kikerült a naptárból, és két új fordulóval bővült a versenynaptár, amely így már 10 vversenyhétvégét tartalmazott. Monacóba először látogatott el a sorozat.
A bajnoki címet a brazil Gabriel Bortoleto szerezte meg.

### 2024
Imola kikerült a versenynaptárból, az idény során ismét 10 versenyhétvégét bonyolítottak le. A szezon március 1-jén Bahreinben kezdődött, és szeptember 1-jén Monzában ért véget. A Rodin Cars befejezte Carlin felvásárlását, és Rodin Motorsportként indult a bajnokságban. A bajnoki címet az olasz Leonardo Fornaroli szerezte meg úgy, hogy egyetlen győzelmet sem aratott az idény során.

## Bajnokok

### Versenyzők
| Szezon | Versenyző          | Csapat         | Pole-pozíció | Győzelem | Dobogós helyezés | Leggyorsabb kör | Pont |
| ------ | ------------------ | -------------- | ------------ | -------- | ---------------- | --------------- | ---- |
| 2019   | Robert Svarcman    | Prema Racing   | 2            | 3        | 9                | 2               | 212  |
| 2020   | Oscar Piastri      | Prema Racing   | 0            | 2        | 6                | 4               | 164  |
| 2021   | Dennis Hauger      | Prema Racing   | 3            | 4        | 9                | 5               | 205  |
| 2022   | Victor Martins     | ART Grand Prix | 0            | 2        | 6                | 1               | 139  |
| 2023   | Gabriel Bortoleto  | Trident Racing | 1            | 2        | 6                | 3               | 162  |
| 2024   | Leonardo Fornaroli | Trident Racing | 2            | 0        | 7                | 2               | 155  |

### Konstruktőrök
| Szezon | Csapat         | Pole-pozíció | Győzelem | Dobogós helyezés | Leggyorsabb kör | Pont  |
| ------ | -------------- | ------------ | -------- | ---------------- | --------------- | ----- |
| 2019   | Prema Racing   | 4            | 8        | 24               | 8               | 527   |
| 2020   | Prema Racing   | 3            | 4        | 12               | 6               | 470,5 |
| 2021   | Trident Racing | 2            | 5        | 13               | 3               | 381   |
| 2022   | Prema Racing   | 0            | 3        | 15               | 4               | 355   |
| 2023   | Prema Racing   | 1            | 5        | 13               | 6               | 327   |
| 2024   | Prema Racing   | 2            | 7        | 14               | 5               | 351   |